# Військовий міністр США
Військовий міністр США — також Військовий секретар США (англ. United States Secretary of War) — вища посадова особа та керівник Військового міністерства США, член Кабінету Президента США, яка відповідала за Збройні сили США і питання національної безпеки, з часів першого президентського терміну Дж. Вашингтона в 1789 році до переформування військового міністерства і відповідно посади на міністерство оборони США у 1947 році. Посада військового секретаря існувала з 1781 року, її заснував Конгрес Конфедерації на підставі Статті Конфедерації; першими секретарями були Бенджамін Лінкольн та Генрі Нокс. Коли Дж. Вашингтон у відповідності до Конституції вступив у посаду він призначив останнього військовим секретарем.
У відповідності до положень військовий міністр відповідав за усі військові справи, у тому числі за військово-морські до заснування в 1798 році посади військово-морського секретаря. З цього часу повноваження військового міністра розповсюджувалися тільки на армію США. З 1886 року військовий міністр перебував шостим у лінії наступності президентських повноважень після віцепрезидента, спікера Палати представників, тимчасового президенту Сенату, Державного секретаря і міністра фінансів.
З 1947 року після набрання чинності Закону про національну безпеку посада військового міністра була скасована, а його повноваження були поділені між створеними посадами міністра армії й міністра ПС, а також міністра ВМС, які у свою чергу підкорялися знов створеному міністру оборони.

## Військові міністри

### Військові міністри (1781—1789)
| № | Фото | Прізвище           | Штат        | Вступив на посаду | Завершив         | Конгрес              |
| - | ---- | ------------------ | ----------- | ----------------- | ---------------- | -------------------- |
| 1 |      | Бенджамін Лінкольн | Массачусетс | 1 березня 1781    | 2 листопада 1783 | Конгрес Конфедерації |
| 2 |      | Генрі Нокс         | Массачусетс | 8 березня 1785    | 12 вересня 1789  | Конгрес Конфедерації |

### Військові міністри (1789—1947)
Партійна належність
      Незалежний (1)
      Федераліст (3)
      Демократичний республіканець (8)
      Демократ (14)
      Віг (5)
      Республіканець (25)
| №  | Фото              | Прізвище                 | Штат              | Вступив на посаду | Завершив          | Президент | Президент                |
| -- | ----------------- | ------------------------ | ----------------- | ----------------- | ----------------- | --------- | ------------------------ |
| 1  |                   | Генрі Нокс               | Массачусетс       | 12 вересня 1789   | 31 грудня 1794    |           | Джордж Вашингтон         |
| 2  |                   | Тімоті Пікеринг          | Пенсільванія      | 2 січня 1795      | 10 грудня 1795    |           | Джордж Вашингтон         |
| 3  |                   | Джеймс Макгенрі          | Меріленд          | 27 січня 1796     | 1 червня 1800     |           | Джордж Вашингтон         |
| 3  | Джон Адамс        | Джеймс Макгенрі          | Меріленд          | 27 січня 1796     | 1 червня 1800     |           |                          |
| 4  |                   | Семюел Декстер           | Массачусетс       | 1 червня 1800     | 31 січня 1801     |           |                          |
| 5  |                   | Генрі Дірборн            | Массачусетс       | 5 березня 1801    | 4 березня 1809    |           | Томас Джефферсон         |
| 6  |                   | Вільям Еустіс            | Массачусетс       | 7 березня 1809    | 13 січня 1813     |           | Джеймс Медісон           |
| 7  |                   | Джон Армстронг молодший  | Нью-Йорк          | 13 січня 1813     | 27 вересня 1814   |           | Джеймс Медісон           |
| 8  |                   | Джеймс Монро             | Вірджинія         | 27 вересня 1814   | 2 березня 1815    |           | Джеймс Медісон           |
| 9  |                   | Вільям Гарріс Кроуфорд   | Джорджія          | 1 серпня 1815     | 22 жовтня 1816    |           | Джеймс Медісон           |
| 10 |                   | Джон Колдвелл Келхун     | Південна Кароліна | 8 жовтня 1817     | 4 березня 1825    |           | Джеймс Монро             |
| 11 |                   | Джеймс Барбур            | Вірджинія         | 7 березня 1825    | 23 травня 1828    |           | Джон Квінсі Адамс        |
| 12 |                   | Пітер Буель Портер       | Нью-Йорк          | 23 травня 1828    | 9 березня 1829    |           | Джон Квінсі Адамс        |
| 13 |                   | Джон Ітон                | Теннессі          | 9 березня 1829    | 18 червня 1831    |           | Ендрю Джексон            |
| 14 |                   | Льюїс Касс               | Огайо             | 1 серпня 1831     | 5 жовтня 1836     |           | Ендрю Джексон            |
| 15 |                   | Джоель Пойнсет           | Південна Кароліна | 7 березня 1837    | 4 березня 1841    |           | Мартін ван Бюрен         |
| 16 |                   | Джон Белл                | Теннессі          | 5 березня 1841    | 13 вересня 1841   |           | Вільям Генрі Гаррісон    |
| 16 | Джон Тайлер       | Джон Белл                | Теннессі          | 5 березня 1841    | 13 вересня 1841   |           |                          |
| 17 |                   | Джон Кенфілд Спенсер     | Нью-Йорк          | 12 жовтня 1841    | 4 березня 1843    |           |                          |
| 18 |                   | Джеймс Медісон Портер    | Пенсільванія      | 8 березня 1843    | 14 лютого 1844    |           |                          |
| 19 |                   | Вільям Вілкінс           | Пенсільванія      | 15 лютого 1844    | 4 березня 1845    |           |                          |
| 20 |                   | Вільям Лернд Марсі       | Нью-Йорк          | 6 березня 1845    | 4 березня 1849    |           | Джеймс Нокс Полк         |
| 21 |                   | Джордж Кроуфорд          | Джорджія          | 8 березня 1849    | 22 липня 1850     |           | Закарі Тейлор            |
| 22 |                   | Чарльз Мегілл Конрад     | Луїзіана          | 15 серпня 1850    | 4 березня 1853    |           | Міллард Філлмор          |
| 23 |                   | Джефферсон Девіс         | Міссісіпі         | 7 березня 1853    | 4 березня 1857    |           | Франклін Пірс            |
| 24 |                   | Джон Флойд               | Вірджинія         | 6 березня 1857    | 29 грудня 1860    |           | Джеймс Б'юкенен          |
| 25 |                   | Джозеф Голт              | Кентуккі          | 18 січня 1861     | 4 березня 1861    |           | Джеймс Б'юкенен          |
| 26 |                   | Сеймон Камерон           | Пенсільванія      | 5 березня 1861    | 14 січня 1862     |           | Авраам Лінкольн          |
| 27 |                   | Едвін Стентон            | Пенсільванія      | 20 січня 1862     | 28 травня 1868    |           | Авраам Лінкольн          |
| 27 | Ендрю Джонсон     | Едвін Стентон            | Пенсільванія      | 20 січня 1862     | 28 травня 1868    |           |                          |
| 28 |                   | Джон Макаллістер Скофілд | Іллінойс          | 1 червня 1868     | 13 березня 1869   |           |                          |
| 29 |                   | Джон Аарон Роулінс       | Іллінойс          | 13 березня 1869   | 6 вересня 1869    |           | Улісс Грант              |
| 30 |                   | Вільям Белкнап           | Айова             | 25 жовтня 1869    | 2 березня 1876    |           | Улісс Грант              |
| 31 |                   | Альфонсо Тафт            | Огайо             | 8 березня 1876    | 22 травня 1876    |           | Улісс Грант              |
| 32 |                   | Джеймс Дональд Кемерон   | Пенсільванія      | 22 травня 1876    | 4 березня 1877    |           | Улісс Грант              |
| 33 |                   | Джордж Маккрері          | Айова             | 12 березня 1877   | 10 грудня 1879    |           | Резерфорд Хейз           |
| 34 |                   | Александер Рамсей        | Міннесота         | 10 грудня 1879    | 4 березня 1881    |           | Резерфорд Хейз           |
| 35 |                   | Роберт Лінкольн          | Іллінойс          | 5 березня 1881    | 4 березня 1885    |           | Джеймс Гарфілд           |
| 35 | Честер Алан Артур | Роберт Лінкольн          | Іллінойс          | 5 березня 1881    | 4 березня 1885    |           |                          |
| 36 |                   | Вільям Кроуніншілд       | Массачусетс       | 5 березня 1885    | 4 березня 1889    |           | Гровер Клівленд          |
| 37 |                   | Редфілд Проктор          | Вермонт           | 5 березня 1889    | 5 листопада 1891  |           | Бенджамін Гаррісон       |
| 38 |                   | Стівен Елкінс            | Західна Вірджинія | 17 грудня 1891    | 4 березня 1893    |           | Бенджамін Гаррісон       |
| 39 |                   | Деніел Лемонт            | Нью-Йорк          | 5 березня 1893    | 4 березня 1897    |           | Гровер Клівленд          |
| 40 |                   | Рассел Елгер             | Мічиган           | 5 березня 1897    | 1 серпня 1899     |           | Вільям Мак-Кінлі         |
| 41 |                   | Еліу Рут                 | Нью-Йорк          | 1 серпня 1899     | 31 січня 1904     |           | Вільям Мак-Кінлі         |
| 41 | Теодор Рузвельт   | Еліу Рут                 | Нью-Йорк          | 1 серпня 1899     | 31 січня 1904     |           |                          |
| 42 |                   | Вільям Говард Тафт       | Огайо             | 1 лютого 1904     | 30 червня 1908    |           |                          |
| 43 |                   | Люк Едвард Райт          | Теннессі          | 1 липня 1908      | 4 березня 1909    |           |                          |
| 44 |                   | Джейкоб Дікінсон         | Теннессі          | 12 березня 1909   | 21 травня 1911    |           | Вільям Говард Тафт       |
| 45 |                   | Генрі Льюїс Стімсон      | Нью-Йорк          | 22 травня 1911    | 4 березня 1913    |           | Вільям Говард Тафт       |
| 46 |                   | Ліндлі Міллер Гаррісон   | Нью-Джерсі        | 5 березня 1913    | 10 лютого 1916    |           | Вудро Вільсон            |
| 47 |                   | Ньютон Бейкер            | Огайо             | 9 березня 1916    | 4 березня 1921    |           | Вудро Вільсон            |
| 48 |                   | Джон Вінгейт Вікс        | Массачусетс       | 5 березня 1921    | 13 жовтня 1925    |           | Воррен Гардінг           |
| 48 | Калвін Кулідж     | Джон Вінгейт Вікс        | Массачусетс       | 5 березня 1921    | 13 жовтня 1925    |           |                          |
| 49 |                   | Дуайт Філлі Девіс        | Міссурі           | 14 жовтня 1925    | 4 березня 1929    |           |                          |
| 50 |                   | Джеймс Вільям Гуд        | Іллінойс          | 6 березня 1929    | 18 листопада 1929 |           | Герберт Гувер            |
| 51 |                   | Патрік Гарлі             | Оклахома          | 9 грудня 1929     | 4 березня 1933    |           | Герберт Гувер            |
| 52 |                   | Джордж Дерн              | Юта               | 4 березня 1933    | 27 серпня 1936    |           | Франклін Делано Рузвельт |
| 53 |                   | Гаррі Гайнс Вудрінг      | Канзас            | 25 вересня 1936   | 20 червня 1940    |           | Франклін Делано Рузвельт |
| 54 |                   | Генрі Льюїс Стімсон      | Нью-Йорк          | 10 липня 1940     | 21 вересня 1945   |           | Франклін Делано Рузвельт |
| 54 | Гаррі Трумен      | Генрі Льюїс Стімсон      | Нью-Йорк          | 10 липня 1940     | 21 вересня 1945   |           |                          |
| 55 |                   | Роберт Паттерсон         | Нью-Йорк          | 27 вересня 1945   | 18 липня 1947     |           |                          |
| 56 |                   | Кеннет Клейборн Роял     | Північна Кароліна | 19 липня 1947     | 18 вересня 1947   |           |                          |